# Peltastes peltatus
Peltastes peltatus là một loài thực vật có hoa trong họ La bố ma. Loài này được (Vell.) Woodson mô tả khoa học đầu tiên năm 1932.